# 原正憲
原 正憲（はら まさのり、1969年 - ）は日本のゲームクリエイター。

## 略歴
クエストでグラフィッカーとして活躍。伝説のオウガバトルなどを手がける。
クエスト退職後はセガに移籍。
後にFRONT MISSION ALTERNATIVEでキャラクターデザインを担当した沓澤龍一郎は原がセガに在籍していた頃の同僚である。

その後ジークラフトへ移籍、FRONT MISSIONに携わる。
同社がスクウェアに吸収された後はメインシリーズの開発ラインとは別に（当時）開発第7部を任され、独自の作家性を打ち出したFRONT MISSION ALTERNATIVEを生み出す。ユーザーは各マップ開始前に移動経路を設定し、その後はモーションを観察する荒削りだが斬新なゲームデザインは、後のリアルタイム・シミュレーションの先駆けと評価される。

## 作品
- JUNO[1]：1988年（PC-8801mkIISR以降／アスキー）グラフィックデザイン
- 魔天童子：1990年（FC／クエスト）グラフィックデザイン[2]
- 惑星アトン外伝：1990年（FCD／国税庁・クエスト）グラフィックデザイン
- バトルピンポン：1990年（GB／クエスト）スペシャルサンクス[3]
- 伝説のオウガバトル：1993年（SFC／クエスト）バトルフィールドデザイン
- ザ・スーパー忍II：1993年（MD／セガ）グラフィックデザイン
- ベア・ナックルIII：1994年（MD／セガ）グラフィックデザイン[4]
- FRONT MISSION：1995年（SFC／スクウェア）グラフィックデザイン
- FRONT MISSION ALTERNATIVE：1997年（PS／スクウェア）ディレクター
- 親子で遊べるDS絵本 うっかりペネロペ：2008年（DS／テクモ）スペシャルサンクス[5]
- Rusty Rabbit（ラスティ・ラビット）：2025年（PS5, SW, PC／NetEase Games）レベルデザイン[6]